# 79. pehotna divizija (ZDA)
79. pehotna divizija (izvirno angleško 79th Infantry Division) je bila pehotna divizija Kopenske vojske ZDA.